# Завади (Равицький повіт)
Завади (пол. Zawady, нім. Weidhofen) — село в Польщі, у гміні Равич Равицького повіту Великопольського воєводства.
Населення — 224 особи (2011).
У 1975-1998 роках село належало до Лешненського воєводства.

## Демографія
Демографічна структура станом на 31 березня 2011 року:
|          | Загалом | Допрацездатний вік | Працездатний вік | Постпрацездатний вік |
| -------- | ------- | ------------------ | ---------------- | -------------------- |
| Чоловіки | 114     | 29                 | 77               | 8                    |
| Жінки    | 110     | 30                 | 59               | 21                   |
| Разом    | 224     | 59                 | 136              | 29                   |